# Финляндия на зимних Олимпийских играх 1994
На Зимних Олимпийских играх 1994 года Финляндию представлял 61 спортсмен (47 мужчин и 14 женщин), выступивших в 8 видах спорта. Они завоевали 1 серебряную и 5 бронзовых медали, что вывело финскую сборную на 16-е место в неофициальном командном зачёте.

## Медалисты
| Медаль  | Спортсмен                                               | Вид спорта   | Дисциплина                         |
| ------- | ------------------------------------------------------- | ------------ | ---------------------------------- |
| Серебро | Мика Мюллюля                                            | Лыжные гонки | Мужчины, 50 км классическим стилем |
| Бронза  | Мика Мюллюля                                            | Лыжные гонки | Мужчины, 30 км свободным стилем    |
| Бронза  | Мика Мюллюля Яри Исомется Харри Кирвесниеми Яри Рясянен | Лыжные гонки | Мужчины, эстафета                  |
| Бронза  | Марья-Лийса Кирвесниеми                                 | Лыжные гонки | Женщины, 5 км                      |
| Бронза  | Марья-Лийса Кирвесниеми                                 | Лыжные гонки | Женщины, 30 км                     |
| Бронза  | Сборная                                                 | Хоккей       | Мужчины                            |